# 오상순
오상순(吳相淳, 1894년 8월 9일~1963년 6월 3일)은 대한민국의 시인, 수필가이다.
본관은 해주(海州)이고 호(號)는 선운(禪雲), 공초(空超)이며 필명(筆名)은 오성해(吳星海)이고 서울에서 출생하였다.

## 생애
일본 도시샤 대학교 종교철학과를 졸업하였으며, 1920년 《폐허》의 동인으로 한국 신시 초창기부터 활동하였다. 《아시아의 밤》, 《허무혼의 독언》 등 어둡고 절망적인 시를 주로 썼다. 1925년 보성고보의 교사를 거쳐, 1930년 불교중앙학림(동국대학교의 전신)에서 교편을 잡았던 인연으로 개신교에서 불교로 개종하여 일생을 독신으로 살았다. 특히 담배를 즐긴 것으로 유명했다. 1954년 예술원 종신회원이 되었고, 1959년 예술원상, 1962년 서울특별시 문화상·대통령상 등을 받았다. 저서로 《오상순 시선》이 있으며 《한잔술》, 《첫날밤》 등의 작품이 있다.
1963년 6월 3일 고혈압으로 사망하였다. 그의 향년이 70세였다.

## 학력
- 한성 어의보통학교 졸업
- 경성 경신고등보통학교 졸업
- 일본 교토 도시샤 대학교 종교철학과 학사

## 유행어와 뜻
"술이라 하면 수주(변영로)를 뛰어넘을 자가 없고 담배라 하면 공초(오상순)를 뛰어넘을 자가 없다."라는 유행어가 한때 1950년대 중반에 서울 항간에서 난무했는데 이는 당시 시인 수주 변영로(樹州 卞榮魯)가 알아주는 애주가였고 시인 공초 오상순(空超 吳相淳)이 알아주는 애연가였다는 것을 알 수 있다.

## 오상순을 연기한 배우
- 박영지 - 2004년 EBS 드라마 《명동백작》

## 같이 보기
- 공초문학상
- 오영수 (동성동본의 작가)